# Distrito electoral de Burnside
Burnside (en inglés: Burnside Precinct) es un distrito electoral ubicado en el condado de Johnson en el estado estadounidense de Illinois. En el Censo de 2010 tenía una población de 516 habitantes y una densidad poblacional de 10,87 personas por km².

## Geografía
Burnside se encuentra ubicado en las coordenadas 37°34′39″N 88°45′56″O / 37.57750, -88.76556. Según la Oficina del Censo de los Estados Unidos, Burnside tiene una superficie total de 47.46 km², de la cual 47.22 km² corresponden a tierra firme y (0.51%) 0.24 km² es agua.

## Demografía
Según el censo de 2010, había 516 personas residiendo en Burnside. La densidad de población era de 10,87 hab./km². De los 516 habitantes, Burnside estaba compuesto por el 97.29% blancos, el 0% eran afroamericanos, el 0.39% eran amerindios, el 0.19% eran asiáticos, el 0% eran isleños del Pacífico, el 0.39% eran de otras razas y el 1.74% pertenecían a dos o más razas. Del total de la población el 1.94% eran hispanos o latinos de cualquier raza.